# Eon (Marvel Comics)
Eon è un personaggio dei fumetti creato da Jim Starlin, pubblicato dalla Marvel Comics. È un'entità cosmica, apparsa per la prima volta in Capitan Marvel n. 29, in lingua italiana in Play Book numero 11: La Vita di Capitan Marvel.

## Biografia del personaggio

### Le origini
La Storia di Eon incomincia nell'infanzia dell'universo, per la precisione otto miliardi di anni fa. Egli è il frutto dell'unione dell'eternità, del tempo e dell'asse celeste. La sua funzione è quella di proteggere la vita dell'universo e di promuovere quella senziente. Nel corso della sua lunghissima vita si è servito di campioni scelti fra le civiltà dell'universo. Il prescelto avrebbe posseduto le Bande Quantiche, potenti manipolatori di energia. Il primo di questi protettori fu Glakandar vissuto cinque miliardi di anni fa. Altri due successivi Campioni furono Tanta il Trill e Ree degli Archeopiani.

### L'assassino cosmico
In tempi più recenti, Eon previde la Minaccia di Thanos il Titano e scelse come suo campione Capitan Marvel, della razza Kree. Non potendogli dare le potenti Bande Quantiche, perse dal loro ultimo possessore Marvel Boy, Eon donò a Marvel parte della sua coscienza cosmica, con la quale il campione riuscì a sconfiggere Thanos. Dopodiché Eon contattò solo un'altra volta Capitan Marvel per avvertirlo di una imminente invasione della terra da parte di una razza aliena.
Dopo la morte di Capitan Marvel, avvertendo di essere lui stesso in grave pericolo, Eon nominò protettore dell'universo Wendell Vaughn alias Quasar, l'attuale possessore delle Bande Quantiche. Il campione fu avvertito da Eon dell'imminente arrivo di un assassino cosmico che avrebbe attentato alla vita di Eon stesso. Di questo assassino sapeva solo tre cose: la minaccia sarebbe venuta dallo spazio, si sarebbe manifestata sulla Terra ed avrebbe ucciso Eon per avere la Coscienza Cosmica.
Per meglio proteggerlo Quasar portò Eon sulla terra dove quest'ultimo creò un passaggio per la sua dimensione. Qui l'entità cosmica fece amicizia con il padre di Quasar, Gilbert Vaught, e quando questi venne ucciso da un nemico del figlio, Eon ne resuscitò il corpo facendo credere al suo campione che il padre fosse ancora vivo. In un secondo tempo, però, Eon venne attaccato dalla presenza, che credeva essere l'assassino spaziale, e non riuscì più a controllare il corpo di Gilbert, facendosi così scoprire da Quasar. Arrabbiato il campione si dimise dal suo ruolo.
Quando però Maelstrom, il vero assassino cosmico, attaccò Eon, Quasar corse in suo aiuto. Per evitare che Maelstrom acquisisse la Coscienza Cosmica, Eon chiese a Quasar di ucciderlo distruggendo una parte del suo cervello. Nonostante il suo sacrificio però, Maelstrom acquisì lo stesso parte della Coscienza Cosmica, mentre un'altra parte venne assorbita da Quasar.

### Il funerale
Durante il funerale di Eon, usando il suo cadavere, Thanos (con il Guanto dell'Infinito) resuscitò gli utilizzatori delle Bande Quantiche Glakandar, Tanta, Ree e Marvel Boy, assoggettandoli al suo volere. Quasar riuscì a sconfiggerli ed evitò, grazie anche a vari supereroi della terra, che l'immenso cadavere di Eon ricoprisse la Terra.
Tra i resti di Eon Quasar trovò un uovo contenente Epoch, la figlia di Eon. Epoch assunse il ruolo del padre come mentore di Quasar ed entità cosmica.